# Perići
Perići is een plaats in de gemeente Krnjak in de Kroatische provincie Karlovac. De plaats telt 18 inwoners (2001).